# Pallacanestro Brindisi 1984-1985
La Pallacanestro Brindisi 1984-1985, sponsorizzata Landsystem prende parte al campionato italiano di Serie A2 pallacanestro. Sedici squadre in un girone unico nazionale. La Pallacanestro Brindisi con 13V e 17P, 2544 p realizzati e 2673 subiti, giunge 12ª.

## Storia
Sono due le cessioni importanti di questa stagione: dopo tre stagioni lascia il sodalizio brindisino Otis Howard diretto in Spagna nella gloriosa squadra del Barcellona, Francesco Fischetto lascia Brindisi ed approda a Trieste alla Stefanel. Rocco Casalvieri e Gennaro Palmieri vengono ceduti alla Mister Day Siena in cambio dell'ala pivot Giulio Dordei, Massimo Marchetti e Giuseppe Cavaliere rimangono a Brindisi ma passano alla Buen Cafè in serie C/1, mentre Giovanni Ria passa alla Azzurra Brindisi e Fabio Macchitella alla Pallacanestro Bari.
Dal lato acquisti, oltre Dordei, giunge a Brindisi Mauro Procaccini play della Marr Rimini temporaneamente in prestito alla Rodrigo Chieti e Antonio Tiberi dalla Pallacanestro Cosenza. Come straniero al posto di Otis Howard viene ingaggiato Earl Williams pivot di 2,01 proveniente dalla Yoga Bologna guidata dall'ex Rudy D'Amico. Nel corso della stagione Earl Williams verrà sostituito con Marty Byrnes ala tiratrice USA proveniente dalla Citrosil Verona. Miglior marcatore della stagione è Tony Zeno con 941 punti in 30 partite, seguito da Marty Byrnes con 391 p. in 18 p. e Earl Williams con 281 p. in 12 p.
La Landsystem Brindisi giungerà fino agli ottavi di finale di Coppa Italia dove verrà battuta dal Banco Roma per 2-0 (73-74/97-116).

## Roster
| Pallacanestro Brindisi 1984/1985 | Pallacanestro Brindisi 1984/1985 |
| Giocatori                        | Staff tecnico                    |
| -------------------------------- | -------------------------------- |

| N. | Naz.                   | Ruolo | Nome                    | Anno | Alt.   | Peso |  |
| -- | ---------------------- | ----- | ----------------------- | ---- | ------ | ---- |  |
| 4  | Italia (bandiera)      | A     | Marco Martin            | 1964 | 202 cm |      |  |
| 5  | Italia (bandiera)      | P     | Mauro Procaccini        | 1961 | 178 cm |      |  |
| 6  | Italia (bandiera)      | G     | Carmine Spinosa ()      | 1959 | 196 cm |      |  |
| 7  | Stati Uniti (bandiera) | A     | Marty Byrnes            | 1956 | 201 cm |      |  |
| 8  | Italia (bandiera)      | PG    | Alessandro Santoro      | 1965 | 183 cm |      |  |
| 9  | Italia (bandiera)      | G     | Vincenzo Stifani        | 1965 | 190 cm |      |  |
| 10 | Italia (bandiera)      | C     | Giulio Dordei           | 1953 | 206 cm |      |  |
| 11 | Stati Uniti (bandiera) | AG    | Tony Zeno               | 1957 | 204 cm |      |  |
| 13 | Italia (bandiera)      | G     | Alessandro Di Salvatore | 1966 | 189 cm |      |  |
| 14 | Stati Uniti (bandiera) | C     | Earl Williams           | 1952 | 203 cm |      |  |
| 15 | Italia (bandiera)      | A     | Francesco Scarlato      | 1966 | 203 cm |      |  |
| 16 | Italia (bandiera)      | C     | Giuseppe Natali         | 1961 | 205 cm |      |  |
| 18 | Italia (bandiera)      | P     | Maurizio Greco          | 1967 | 180 cm |      |  |

| Allenatore                                               |
| - Elio Pentassuglia                                      |
| Assistente/i                                             |
| - Marcello Zanda, Giovanni Rubino Legenda - (C) Capitano |

## Risultati

### Stagione regolare
| Arbitri: | Albanesi (Busto Arsizio) Butti (Milano) |

|                               |            |                                     |
| Bryant 25, Melillo 22, Guy 19 | Punti      | Williams 28, Zeno 19, Procaccini 11 |
| Sanesi 8                      | Assist     | Santoro 2                           |
| Bryant 19                     | Rimbalzi   | Williams 10                         |
| Nico Messina                  | Allenatori | Elio Pentassuglia                   |

| Arbitri: | Pigozzi (Bologna) Maurizzi (Bologna) |

|                                 |            |                                    |
| Williams 30, Zeno 27, Natali 14 | Punti      | Mayhew 32, Tomassi 27, Lawrence 22 |
| Zeno, Williams 1                | Assist     | Manzotti 4                         |
| Williams 20                     | Rimbalzi   | Mayhew 18                          |
| Elio Pentassuglia               | Allenatori | Jim McGregor                       |

| Arbitri: | Nacchi (Roma) Petrosino (Roma) |

|                                    |            |                                    |
| Kupec 25, Simeoli 21, Campanaro 18 | Punti      | Zeno 32, Williams 17, Procaccini 8 |
| Campanaro 4                        | Assist     | Santoro, Williams 2                |
| Simeoli 8                          | Rimbalzi   | Williams 21                        |
| Gianfranco Benvenuti               | Allenatori | Elio Pentassuglia                  |

| Arbitri: | Dal Fiume (Imola) Grotti (Pineto) |

|                                  |            |                                     |
| Zeno 23, Williams 18, Spinosa 14 | Punti      | Solomon 32, Starks 15, Benevelli 14 |
| Williams 4                       | Assist     | Solomon, Stark 2                    |
| Williams 13                      | Rimbalzi   | Stark 12                            |
| Elio Pentassuglia                | Allenatori | Massimo Mangano                     |

| Arbitri: | Filippone (Roma) Grossi (Roma) |

|                                 |            |                                    |
| Zeno 26, Williams 19, Natali 11 | Punti      | Grattoni 27, Allen 27, Spillare 14 |
| Santoro 3                       | Assist     | Barbiero 2                         |
| Williams 14                     | Rimbalzi   | Allen 11                           |
| Elio Pentassuglia               | Allenatori | Waldi Medeot                       |

| Arbitri: | Zeppilli (Roseto) Bellisari (Roseto) |

|                                    |            |                                     |
| Ebeling 25, King 22, Albertazzi 16 | Punti      | Zeno 37, Williams 23, Procaccini 17 |
| Cantamessi 2                       | Assist     | Santoro, Williams 2                 |
| King 13                            | Rimbalzi   | Williams 22                         |
| Marco Calamai                      | Allenatori | Elio Pentassuglia                   |

| Arbitri: | Bollettini (Venezia) Cazzaro (Venezia) |

|                                  |            |                                         |
| Zeno 41, Williams 14, Spinosa 10 | Punti      | Landsberger 26, Griffin 16, Sonaglia 15 |
| Spinosa 4                        | Assist     |                                         |
| Williams 13                      | Rimbalzi   | Landsberger 9                           |
| Elio Pentassuglia                | Allenatori | Ezio Cardaioli                          |

| Arbitri: | Gorlato (Udine) Bigotti (Bologna) |

|                                    |            |                                  |
| Jura 31, Castellano 25, Mottini 21 | Punti      | Zeno 34, Williams 29, Santoro 12 |
| Rossetti 4                         | Assist     | Procaccini 1                     |
| Jura 16                            | Rimbalzi   | Williams 16                      |
| Maurizio Polidori                  | Allenatori | Elio Pentassuglia                |

| Arbitri: | Vitolo (Pisa) Bernardini (Livorno) |

|                                 |            |                                |
| Zeno 39, Williams 37, Natali 14 | Punti      | Smith 28, Bigot 18, Lottici 17 |
| Zeno 4                          | Assist     | Lottici 5                      |
| Williams 28                     | Rimbalzi   | Beal 10                        |
| Elio Pentassuglia               | Allenatori | Guido Cabrini                  |

| Arbitri: | Albanesi (Busto Arsizio) Nadalutti (Udine) |

|                                 |            |                      |
| Teachey 21, Hordges 20, Goti 14 | Punti      | Zeno 42, Williams 14 |
| Diana 6                         | Assist     | Santoro 2            |
| Teachey 9                       | Rimbalzi   | Williams 13          |
| Mauro Di Vincenzo               | Allenatori | Elio Pentassuglia    |

| Arbitri: | Bollettini (Venezia) Zaninotti (Vicenza) |

|                                       |            |                                 |
| Patrick 16, Hackett 16, Ceccarelli 15 | Punti      | Williams 24, Zeno 21, Martin 12 |
| De Angelis 4                          | Assist     | Procaccini 4                    |
| Patrick 8                             | Rimbalzi   | Williams 23                     |
| Cesare Pancotto                       | Allenatori | Elio Pentassuglia               |

| Arbitri: | Fiorito (Roma) Chilà (Reggio Calabria) |

|                                 |            |                                     |
| Williams 28, Zeno 21, Santoro 8 | Punti      | Branson 34, Wiltijer 16, Ritossa 13 |
| Santoro 3                       | Assist     | Lasi 4                              |
| Williams 18                     | Rimbalzi   | Wiltijer 13                         |
| Elio Pentassuglia               | Allenatori | Arnaldo Taurisano                   |

| Arbitri: | Zanon (Venezia) Cazzaro (Venezia) |

|                               |            |                               |
| Bantom 27, Hardy 20, Bosio 20 | Punti      | Zeno 23, Byrnes 19, Dordei 16 |
| Bosio 3                       | Assist     | Santoro 3                     |
| Bantom 13                     | Rimbalzi   | Zeno 9                        |
| Lajos Tóth                    | Allenatori | Elio Pentassuglia             |

| Arbitri: | Grotti (Pineto) Zeppilli (Roseto) |

|                               |            |                                            |
| Zeno 33, Natali 21, Byrnes 17 | Punti      | Tolbert 20, Shelton 16, Paleari,Casarin 12 |
| Procaccini 3                  | Assist     | Shelton 9                                  |
| Natali, Zeno 9                | Rimbalzi   | Shelton, Paleari, Tolbert 8                |
| Elio Pentassuglia             | Allenatori | Claudio Bardini                            |

| Arbitri: | Dal Fiume (Imola) Bellisari (Roseto) |

|                                  |            |                                   |
| Ardessi 25, Mayfield 18, King 18 | Punti      | Zeno 33, Byrnes 17, Procaccini 10 |
| King 4                           | Assist     | Procaccini 1                      |
| Mayfield 11                      | Rimbalzi   | Dordei 7                          |
| Gianni Asti                      | Allenatori | Elio Pentassuglia                 |

| Arbitri: | Tallone (Albizzate) Bernardini (Livorno) |

|                              |            |                               |
| Zeno 34, Byrnes 20, Natali 9 | Punti      | Gay 31, Melillo 22, Bryant 15 |
| Byrnes 4                     | Assist     | Bryant 4                      |
| Dordei 10                    | Rimbalzi   | Gay 14                        |
| Elio Pentassuglia            | Allenatori | Nico Messina                  |

| Arbitri: | Marchis (Torino) Garibotti (Chiavari) |

|                                    |            |                                   |
| Mayhew 29, Lawrence 23, Barraco 20 | Punti      | Byrnes 33, Zeno 22, Procaccini 21 |
| Lawrence 4                         | Assist     | Martin 2                          |
| Lawrence 16                        | Rimbalzi   | Byrnes 8                          |
| Jim McGregor                       | Allenatori | Elio Pentassuglia                 |

| Arbitri: | Baldini (Firenze) Ligabue (Milano) |

|                                   |            |                                  |
| Zeno 21, Byrnes 17, Procaccini 13 | Punti      | Kupec 19, Hughes 16, Campanaro 8 |
| Byrnes 2                          | Assist     | Camapanaro 3                     |
| Zeno 16                           | Rimbalzi   | Campanaro, Hughes 10             |
| Elio Pentassuglia                 | Allenatori | Gianfranco Benvenuti             |

| Arbitri: | Duranti (Pisa) Bartolini (Grosseto) |

|                                                |            |                                   |
| Solomon 31, Sangodey 18, Marietta,Benevelli 16 | Punti      | Zeno 35, Byrnes 23, Procaccini 14 |
| Benevelli,Paci,Marietta 4                      | Assist     | Procaccini 5                      |
| Sangodey 16                                    | Rimbalzi   | Zeno 8                            |
| Massimo Mangano                                | Allenatori | Elio Pentassuglia                 |

| Arbitri: | Montella (Napoli) Baldi (Napoli) |

|                                 |            |                               |
| Allen 26, Hawes 20, Grattoni 17 | Punti      | Zeno 33, Byrnes 14, Santoro 8 |
| Grattoni 4                      | Assist     | Zeno 1                        |
| Allen 19                        | Rimbalzi   | Zeno,Dordei 6                 |
| Waldi Medeot                    | Allenatori | Elio Pentassuglia             |

| Arbitri: | Paronelli (Gavirate) Tallone (Albizzate) |

|                                |            |                                          |
| Zeno 35, Byrnes 26, Natali 13, | Punti      | Cantamessi 22, Albertazzi 22, Ebeling 21 |
| Procaccini 3                   | Assist     | Cantamessi, Williams 2                   |
| Zeno 9                         | Rimbalzi   | Ebeling 11                               |
| Elio Pentassuglia              | Allenatori | Marco Calamai                            |

| Arbitri: | Pinto (Roma) Grossi (Roma) |

|                                                     |            |                               |
| Sonaglia 31, Griffin 22, Landsberger, Silvestrin 11 | Punti      | Zeno 42, Byrnes 23, Martin 12 |
| Silvestrin 2                                        | Assist     | Byrnes 2                      |
| Landsberger 14                                      | Rimbalzi   | Zeno 9                        |
| Ezio Cardaioli                                      | Allenatori | Elio Pentassuglia             |

| Arbitri: | Zanon (Venezia) Bollettini (Venezia) |

|                               |            |                                    |
| Zeno 31, Natali 16, Byrnes 13 | Punti      | Castellano 20, Jura 19, Mottini 17 |
| Martin, Procaccini 2          | Assist     | Dennard 4                          |
| Natali 14                     | Rimbalzi   | Dennard 12                         |
| Elio Pentassuglia             | Allenatori | Maurizio Polidori                  |

| Arbitri: | Fiorito (Roma) Martolini (Roma) |

|                           |            |                                   |
| Lottici,Beal 24, Smith 19 | Punti      | Zeno 23, Byrnes 18, Procaccini 15 |
| Smith 4                   | Assist     | Byrnes 2                          |
| Smith 11                  | Rimbalzi   | Zeno 9                            |
| Guido Cabrini             | Allenatori | Elio Pentassuglia                 |

| Arbitri: | Grotti (Pineto) Zeppilli (Roseto) |

|                               |            |                                  |
| Zeno 44, Martin 20, Byrnes 16 | Punti      | Hordges 22, Teachey 21, Minto 18 |
| Santoro 2                     | Assist     | Diana 2                          |
| Zeno 9                        | Rimbalzi   | Teachey 11                       |
| Elio Pentassuglia             | Allenatori | Mauro Di Vincenzo                |

| Arbitri: | Montella (Napoli) Baldi (Napoli) |

|                     |            |                                         |
| Zeno 43, Byrnes 24  | Punti      | Cornelius 23, Hackett 14, De Angelis 14 |
| Procaccini,Byrnes 3 | Assist     | Cornelius 2                             |
| Zeno 13             | Rimbalzi   | Cornelius 12                            |
| Elio Pentassuglia   | Allenatori | Cesare Pancotto                         |

| Arbitri: | Baldini (Firenze) Bernardini (Livorno) |

|                                  |            |                                   |
| Branson 31, Motta 23, Wiltjer 18 | Punti      | Zeno 37, Byrnes 27, Procaccini 15 |
| Lasi, Branson 3                  | Assist     | Procaccini 1                      |
| Wiltijer 12                      | Rimbalzi   | Zeno 11                           |
| Arnaldo Taurisano                | Allenatori | Elio Pentassuglia                 |

| Arbitri: | Gorlato (Udine) Cazzaro (Venezia) |

|                              |            |                               |
| Zeno 30, Byrnes 28, Natali 8 | Punti      | Bantom 24, Hardy 20, Bosio 18 |
| Byrnes 2                     | Assist     | Hardy 4                       |
| Zeno 9                       | Rimbalzi   | Bantom 10                     |
| Elio Pentassuglia            | Allenatori | Carlo Rinaldi                 |

| Arbitri: | Duranti (Pisa) Vitolo (Livorno) |

|                                    |            |                                   |
| Shelton 31, Casarin 15, Tolbert 12 | Punti      | Byrnes 28, Zeno 24, Procaccini 18 |
| Casarin 8                          | Assist     | Spinosa 3                         |
| Shelton 20                         | Rimbalzi   | Procaccini 11                     |
| Claudio Bardini                    | Allenatori | Elio Pentassuglia                 |

| Arbitri: | Martolini (Roma) Fiorito (Roma) |

|                               |            |                                 |
| Zeno 37, Byrnes 28, Natali 18 | Punti      | King 27, Sfiligoi 14, Biaggi 12 |
| Procaccini 5                  | Assist     | King, Bullara 2                 |
| Byrnes,Natali 9               | Rimbalzi   | King 13                         |
| Elio Pentassuglia             | Allenatori | Gianni Asti                     |

### Coppa Italia

#### Girone 6
| Arbitri: | Mantella (Napoli) Baldi (Napoli) |

|                                 |            |                                 |
| Jones 28, Hallen 26, Mottini 19 | Punti      | Zeno 33, Williams 25, Natali 18 |
| Maurizio Polidori               | Allenatori | Elio Pentassuglia               |

| Arbitri: | Fiorito (Roma) Chillà (Reggio Calabria) |

|                                   |            |                                     |
| Smith 28, Costner 27, Sbaragli 15 | Punti      | Zeno 42, Williams 25, Procaccini 12 |
| Tonino Zorzi                      | Allenatori | Elio Pentassuglia                   |

| Arbitri: | Petrosino (Roma) Nappi (Roma) |

|                                 |            |                                  |
| Zeno 35, Williams 16, Natali 12 | Punti      | Hughes 28, Laganà 22, Bianchi 11 |
| Elio Pentassuglia               | Allenatori | Gianfranco Benvenuti             |

| Arbitri: | Milella (Roma) Maggiore (Roma) |

|                              |            |                                |
| Kupec 30, Bianchi, Hughes 14 | Punti      | Zeno 32, Williams 28, Martin 6 |
| Gianfranco Benvenuti         | Allenatori | Elio Pentassuglia              |

| Arbitri: | Zeppilli (Roseto) Ardone (Pesaro) |

|                                 |            |                                     |
| Zeno 35, Williams 30, Natali 30 | Punti      | Jones 34, Mottini 12, Castellano 10 |
| Elio Pentassuglia               | Allenatori | Maurizio Polidori                   |

| Arbitri: | Martolini (Roma) Bianchi (Roma) |

|                                |            |                                       |
| Zeno 33, Williams 25, Martin 8 | Punti      | Sbaragli 19, Costner 17, Gelsomini 14 |
| Elio Pentassuglia              | Allenatori | Tonino Zorzi                          |

#### Ottavi di finale
| Arbitri: | Pallonetto (Napoli) Giordano (Napoli) |

|                                 |            |                                         |
| Zeno 24, Williams 21, Spinosa 8 | Punti      | Polesello 20, Townsend 17, Tombolato 15 |
| Elio Pentassuglia               | Allenatori | Valerio Bianchini                       |

| Arbitri: | Gugliemo (Messina) Chilà (Reggio Calabria) |

|                                       |            |                                     |
| Solfrini 21, Gilardi 19, Tombolato 13 | Punti      | Williams 35, Zeno 32, Procaccini 12 |
| Valerio Bianchini                     | Allenatori | Elio Pentassuglia                   |

### Statistiche di squadra
| Competizione | Punti | In casa | In casa | In casa | In casa | In casa | In trasferta | In trasferta | In trasferta | In trasferta | In trasferta | Totale | Totale | Totale | Totale | Totale | Totale |
| Competizione | Punti | G       | V       | P       | PF      | PS      | G            | V            | P            | PF           | PS           | G      | V      | P      | PF     | PS     | DIF    |
| ------------ | ----- | ------- | ------- | ------- | ------- | ------- | ------------ | ------------ | ------------ | ------------ | ------------ | ------ | ------ | ------ | ------ | ------ | ------ |
| Serie A/2    | 26    | 15      | 9       | 6       | 1279    | 1299    | 15           | 4            | 11           | 1265         | 1374         | 30     | 13     | 17     | 2544   | 2673   | -129   |
| Coppa Italia | 8     | 4       | 3       | 1       | 343     | 315     | 4            | 1            | 3            | 387          | 418          | 8      | 4      | 4      | 730    | 733    | -3     |
| Totale       | 34    | 19      | 12      | 7       | 1622    | 1614    | 19           | 5            | 14           | 1652         | 1792         | 38     | 17     | 21     | 3274   | 3406   | -132   |

### Statistiche dei giocatori
| Giocatore      | Generali | Generali | Generali | Generali | Falli | Falli | Tiri liberi | Tiri liberi | Tiri liberi | Tiri da due | Tiri da due | Tiri da due | Tiri da tre | Tiri da tre | Tiri da tre | Tiri Totale | Tiri Totale | Tiri Totale | Rimbalzi | Rimbalzi | Rimbalzi | Palle | Palle | Stoppate | Stoppate | Val    | Medie | Medie |
| Giocatore      | PG       | PTI      | MIN      | AS       | FF    | FS    | Rea         | Ten         | %           | Rea         | Ten         | %           | Rea         | Ten         | %           | Rea         | Ten         | %           | Dif      | Off      | Tot      | Per   | Rec   | Dat      | Sub      | Totale | Pun   | Val   |
| -------------- | -------- | -------- | -------- | -------- | ----- | ----- | ----------- | ----------- | ----------- | ----------- | ----------- | ----------- | ----------- | ----------- | ----------- | ----------- | ----------- | ----------- | -------- | -------- | -------- | ----- | ----- | -------- | -------- | ------ | ----- | ----- |
| T. Zeno        | 30       | 942      | 1187     | 18       | 101   | 193   | 119         | 161         | 73,9        | 359         | 666         | 53,9        | 35          | 88          | 39,8        | 394         | 754         | 52,2        | 165      | 89       | 254      | 89    | 57    | 15       | 10       | 877    | 31,4  | 29,2  |
| M.Byrnes       | 18       | 391      | 716      | 27       | 50    | 73    | 61          | 66          | 92,4        | 87          | 169         | 51,5        | 52          | 88          | 59,1        | 139         | 257         | 54,1        | 58       | 42       | 100      | 40    | 27    | 3        | 3        | 405    | 21,7  | 22,5  |
| E.Williams     | 12       | 281      | 474      | 17       | 41    | 59    | 33          | 63          | 52,4        | 124         | 210         | 59,0        | 0           | 0           | 0,0         | 124         | 210         | 59,0        | 121      | 91       | 212      | 52    | 41    | 15       | 8        | 403    | 23,4  | 33,6  |
| M. Procaccini  | 30       | 244      | 882      | 45       | 99    | 93    | 63          | 84          | 75,0        | 71          | 161         | 44,1        | 13          | 40          | 32,5        | 84          | 201         | 41,8        | 52       | 16       | 68       | 61    | 42    | 3        | 7        | 190    | 8,1   | 6,3   |
| G. Natali      | 30       | 229      | 730      | 6        | 83    | 91    | 47          | 87          | 54,0        | 91          | 165         | 55,2        | 0           | 1           | 0,0         | 91          | 166         | 54,8        | 72       | 61       | 133      | 62    | 36    | 8        | 20       | 223    | 7,6   | 7,4   |
| M. Martin      | 30       | 143      | 582      | 9        | 80    | 39    | 21          | 28          | 75,0        | 40          | 88          | 45,5        | 14          | 57          | 24,6        | 54          | 145         | 37,2        | 33       | 17       | 50       | 38    | 33    | 3        | 5        | 56     | 4,8   | 1,9   |
| A. Santoro     | 30       | 110      | 439      | 26       | 58    | 30    | 19          | 26          | 73,1        | 41          | 102         | 40,2        | 3           | 15          | 20,0        | 44          | 117         | 37,6        | 16       | 12       | 28       | 35    | 24    | 2        | 6        | 41     | 3,7   | 1,4   |
| G. Dordei      | 27       | 102      | 557      | 0        | 72    | 31    | 12          | 21          | 57,1        | 45          | 97          | 46,4        | 0           | 0           | 0,0         | 45          | 97          | 46,4        | 64       | 45       | 109      | 22    | 17    | 6        | 7        | 103    | 3,8   | 3,8   |
| C. Spinosa     | 21       | 99       | 459      | 17       | 35    | 31    | 7           | 17          | 41,2        | 46          | 118         | 39,0        | 0           | 1           | 0,0         | 46          | 119         | 38,6        | 36       | 17       | 53       | 36    | 10    | 0        | 5        | 51     | 4,7   | 2,4   |
| V. Stifani     | 26       | 3        | 19       | 0        | 2     | 0     | 0           | 0           | 0           | 0           | 3           | 0           | 1           | 1           | 100         | 1           | 4           | 25,0        | 2        | 0        | 2        | 2     | 3     | 0        | 1        | 0      | 0,1   | 0     |
| F. Scarlato    | 30       | 0        | 5        | 0        | 0     | 0     | 0           | 0           | 0           | 0           | 0           | 0           | 0           | 0           | 0           | 0           | 0           | 0           | 0        | 0        | 0        | 0     | 0     | 0        | 0        | 0      | 0     | 0     |
| Squadra        | 30       | 0        | 0        | 0        | 1     | 6     | 0           | 0           | 0           | 0           | 0           | 0           | 0           | 0           | 0           | 0           | 0           | 0           | 30       | 99       | 129      | 10    | 161   | 0        | 0        | 285    | 0     | 0     |
| TOTALE SQUADRA | 30       | 2544     | 6050     | 165      | 622   | 646   | 382         | 553         | 69,1        | 904         | 1779        | 50,8        | 118         | 291         | 40,6        | 1022        | 2070        | 49,4        | 649      | 489      | 1138     | 447   | 451   | 55       | 72       | 2639   | 84,8  | 88,0  |

## Fonti
La Gazzetta del Mezzogiorno edizione 1984-85;
Superbasket edizione 1984-85